# پاپ ابو سیسه
پاپ ابو سیسه (انگلیسی: Pape Abou Cissé؛ زادهٔ ۱۴ سپتامبر ۱۹۹۵) بازیکن فوتبال اهل سنگال است.
از باشگاه‌هایی که در آن بازی کرده‌است می‌توان به باشگاه فوتبال آژاکسیو و باشگاه فوتبال المپیاکوس اشاره کرد.
وی همچنین در تیم‌های ملی فوتبال جوانان و تیم ملی فوتبال سنگال بازی کرده‌است.